# Keszeg-ér
Keszeg-ér är en kanal i Ungern. Den ligger i provinsen Győr-Moson-Sopron, i den västra delen av landet, 130 km väster om huvudstaden Budapest.